# Centropogon latifolius
Centropogon latifolius är en klockväxtart som beskrevs av F.Wimm. Centropogon latifolius ingår i släktet Centropogon och familjen klockväxter. Inga underarter finns listade i Catalogue of Life.